# Agrupació flexible

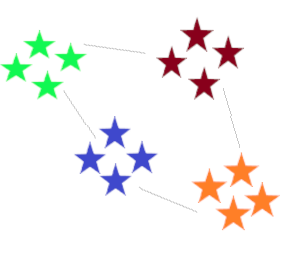
Agrupacions flexibles i diversitat.

Una agrupació flexible és una tècnica d'organització a les aules per poder adaptar-se a les diferents necessitats d'aprenentatge i característiques dels alumnes.
L'objectiu principal n' és facilitar l'ensenyament i donar suport individualitzat. Es pot agrupar segons diferents criteris: nivell, materia, classe, experiència, … criteris que es poden mesurar per una prova pilot o altres mètodes. A l'ensenyament general han de variar al llarg del curs segons l'evolució dels alumnes i cada alumne ha de participar simultàneament en diferents grups. Si el grup hi perd flexibilitat o esdevé permanent, l'efecte és contraproductiu. La comunitat científica internacional recomana grups heterogenis, ja sigui per habilitats, nivells acadèmics o origen.

## Antecedents històrics
A Nord-amèrica, a final dels anys 1950, apareix el corrent cap a l'individualisme pedagògic. Aleshores, Rússia aconsegueix llençar el primer satèl·lit artificial (el Sputnik) el 1957 i com a conseqüència, els estatunidencs cerquen millores a l'ensenyament per avançar científicament la Unió Soviètica. Arran d'això, sorgeix el corrent dels agrupaments flexibles, amb el qual es posa en pràctica els diferents tipus de treball en grup, desenvolupats entra d'altres per autors com Medill Bair i Richard G. Woodward el 1964. Se l'ha de diferenciar del concepte de l'ensenyament en èquip (anglès team teaching o co-teaching), en el qual dos o més professors ensenyen un mateix grup.
A Espanya es va intentar introduir les agrupacions flexibles per la Llei General d'Educació (LGE) del 1970, al principi, amb l'ajuda del Banc Mundial, però l'any 1972 van deixar de rebre el seu finançament a causa de la crisi del petroli. Per falta de recursos econòmics, no tot el professorat va poder rebre la formació metodològica adequada. La Llei Orgànica General del Sistema Educatiu diu que s'haurien de fer agrupacions per nivells per primer cop a partir de l'any 1994-1995.

## Uns principis de base
Tot i la gran diversitat dins les agrupacions flexibles, hi ha unes característiques comunes i pautes d'aplicació:
- Aquest instrument no pot ser l'únic empleat, sinó que s'ha d'interrelacionar amb altres instruments.
- Abans de crear els grups, calen unes proves per determinar el punt de partida de cada alumne i mesurar els criteris per assignar cadascú al grup més idoni.[9]
- No són grups permanents, s'ha d'assurar le mobilitat entre els diferents grups. Els alumnes poden canviar de grup segons les seves capacitats, progressos, coneixements o interessos.
- Cal seguir els alumnes de forma individualitzada per a veure llur evolució.
- El mètode no és eficient, sinó més aviat contraproductiu per a nivells baixos de coneixement i de motivació. Estudiants que tenen més dificultats per aprendre solen ser assignats a grups el context social dels quals era molt menys propici per a l'aprenentatge.[10] La formació de grups homogenis perjudica clarament les oportunitats d'aprenentatge dels alumnes més vulnerables, sense produir millores significatives en els resultats dels alumnes més avantatjats.[2]
- Per a fomentar l'integració, s'ha d'evitar la concentració d'alumnat estranger o alumnat d'una mateixa procedència.[11]

## Avantatges i inconvenients

### Avantatges
Ofereixen un aprotx més individualitzat i, per tant, hi ha una major atenció cap a l'alumne que afavoreix l'aprenentatge com que els professors poden adaptar-se a les necessitats i als ritmes de cadascú. També, petits grups permeten que es determini un vincle amb una major afinitat i proximitat amb els alumnes i, com a conseqüència, els resultats dels estudiants es milloren.

### Inconvenients
Els alumnes assignats a un baix nivell es poden sentir inferiors a la resta i, per tant, és probable que se sentin desmotivats i que les expectatives del professorat cap a aquest grup siguin baixes, el que esdevé una profecia autocomplerta. Tanmateix, el fet de no tenir un bon model a seguir pot fer que el grup es deteriori i que hi hagi una major dificultat per avançar, ja que el clima no serà favorable per a l'aprenentatge.
El fet que l'alumne canviï d'un grup a un altre en un mateix curs pot causar-li dificultats per adaptar-se a la nova classe i alhora afectar el seu procés d'aprenentatge i rompre relacions socials.
Un inconvenient de grups homogenis és que els alumnes no aprenen la diversitat social. És contrari al principi de l'escola inclusiva. És important aprendre des de petits de treballar en equip, compost de persones diverses, ja que és el que es trobaran a la vida. En grups massa homogenis és difícil desenvolupar valors com el respecte, l'ajuda mútua entre qui en sap més amb l'altre al qual li costa més.